# Juonionjärvi
Juonionjärvi är en sjö i kommunerna Leppävirta och Heinävesi i landskapen Norra Savolax och Södra Savolax i Finland. Sjön ligger 89,2 meter över havet. Den är 10 meter djup. Arean är 98 hektar och strandlinjen är 10,28 kilometer lång. Sjön  ingår i Vuoksens huvudavrinningsområde.   Den ligger omkring 62 kilometer sydöst om Kuopio, omkring 93 kilometer nordöst om S:t Michel och omkring 300 kilometer nordöst om Helsingfors. 